# Fichous-Riumayou
Fichous-Riumayou település Franciaországban, Pyrénées-Atlantiques megyében. Lakosainak száma 203 fő (2022. január 1.). Fichous-Riumayou Garos, Larreule, Lonçon, Louvigny és Mialos községekkel határos.

## Népesség
A település népességének változása:
| Lakosok száma | 182  | 177  | 179  | 179  | 177  | 186  | 194  | 203  |
|               | 2013 | 2015 | 2017 | 2018 | 2019 | 2020 | 2021 | 2022 |